# Coproducto (teoría de categorías)
En teoría de categorías el coproducto o suma categórica de dos (o más) objetos es una noción que captura la esencia detrás de otras construcciones en distintas áreas de las matemáticas, tales como la unión disjunta en conjuntos o de espacios topológicos, el producto libre de grupos, la suma directa de módulos y de espacios vectoriales, entre otras. El coproducto de una familia de objetos es esencialmente el menos general de los objetos en el cual cada uno de los objetos de la familia dada admite un morfismo. El coproducto es la noción dual del producto categórico, esto es, la definición de coproducto es la misma que la de producto, solo que con las flechas invertidas.

## Definición
Sea {\displaystyle C} una categoría, {\displaystyle \{X_{j}:j\in J\}}una familia indicada de objetos de {\displaystyle C}. Un objeto {\displaystyle X}es un coproducto de {\displaystyle \{X_{j}:j\in J\}}si y solo si existen morfismos {\displaystyle i_{j}:X_{j}\rightarrow X}llamadas inyecciones canónicas, tal  que para cualquier otro objeto {\displaystyle Y}y una familia de morfismos {\displaystyle f_{j}:X_{j}\to Y} indicados por J existe un único morfismo f de X a Y tal que fj = f ∘ ij. Esto es, el siguiente diagrama conmuta para cualquier {\displaystyle j\in I}:
El coproducto de la familia {\displaystyle \{X_{j}:j\in J\}}es usualmente denotado por 
{\displaystyle X=\coprod _{j\in J}X_{j}}
o 
{\displaystyle X=\bigoplus _{j\in J}X_{j}.}
Es usual denotar al morfismo {\displaystyle f} por
{\displaystyle f=\coprod _{j\in J}f_{j}:\coprod _{j\in J}X_{j}\to Y}
para indicar la dependencia de los morfismos fj.
Si la familia de objetos consiste de solo dos objetos el coproducto es usualmente denotado por X1 ∐ X2 o X1 ⊕ X2 y el diagrama toma la siguiente forma:
En este caso f es denotada por f1 ∐ f2 or f1 ⊕ f2.
si J es finito digamos J = {1,...,n} entonces el coproducto de los objetos X1,...,Xn se suele denotar por X1⊕...⊕Xn. y f se denota por
f1⊕...⊕fn.

## Ejemplos
- En la categoría Con (la categoría de conjuntos), el coproducto para la categoría es la unión disjunta con los morfismos inclusión ij las funciones de inclusión.
- En la categoría R-Mod (la categoría de módulos sobre algún anillo R),  el coproducto categórico está dado por la suma directa de módulos.
- En la categoría de espacios topológicos Top, el coproducto para la categoría es el espacio topológico cuyo conjunto subyacente es la unión disjunta de los conjuntos subyacentes de los espacios topológicos y cuyos abiertos son los subconjuntos de este conjunto tal que al interceptarlos con los espacios son abiertos.
- En la categoría de grupos Grp, el coproducto categórico es el producto libre de grupos.
- Un conjunto parcialmente ordenado puede ser considerado como una categoría, usando la relación de orden como los morfismos. En este caso los productos y coproductos son los ínfimos y supremos del conjunto.
- Un producto vacío (i.e. I es el conjunto vacío) es un objeto inicial.

## Discusión
La definición de coproducto dada anteriormente se puede ver como un caso particular de un colímite en teoría de categorías. El coproducto en una categoría C puede ser definido como el colímite de cualquier funtor de una categoría discreta J en C. En general el coproducto de cualquier familia {Xj} no necesariamente existe, pero si existe entonces es único salvo un único isomorfismo, esto es si ij : Xj → X y kj : Xj → Y son dos coproductos de la familia {Xj}, entonces (por la definición de coproducto) existe un único isomorfismo f : X → Y tal que fij = kj  para cualquier j en J.
Sea Hom(A,B) el conjunto de morfismo de A en B en una categoría C entonces tenemos un isomorfismo natural
{\displaystyle \operatorname {Hom} _{C}\left(\coprod _{j\in J}X_{j},Y\right)\cong \prod _{j\in J}\operatorname {Hom} _{C}(X_{j},Y)}.
Este isomorfismo se debe a que el funtor Hom(_,A):Cop → Con preserva  límites para cualquier objeto A. y  el coproducto de una familia de objetos es un límite en la categoría opuesta Cop.
Sea C una categoría en el cual para cualquier conjunto finito de objetos ' el coproducto existe. y 0 denota el objeto inicial de la categoría entonces tenemos los siguientes isomorfismos:
{\displaystyle X\oplus (Y\oplus Z)\cong (X\oplus Y)\oplus Z}
{\displaystyle X\oplus 0\cong 0\oplus X\cong X}
{\displaystyle X\oplus Y\cong Y\oplus X.}.
Estas propiedades son similares a aquellas dadas en un monoide conmutativo; una categoría que tiene coproductos finitos forma una categoría simétrica monoidal.

## Distributividad
En una categoría con productos y coproductos finitos existe un morfismo canónico X×Y+X×Z → X×(Y+Z), donde el signo aditivo denota el coproducto, para comprender esto observe que tenemos varias proyecciones e inyecciones canónicas que completan el diagrama:
La propiedad universal para X×(Y+Z) garantiza un único morfismo X×Y+X×Z → X×(Y+Z),. Una categoría distributiva es aquella en el cual este morfismo es realmente un isomorfismo
{\displaystyle X\times (Y+Z)\simeq (X\times Y)+(X\times Z).}.